# Truck of the Year

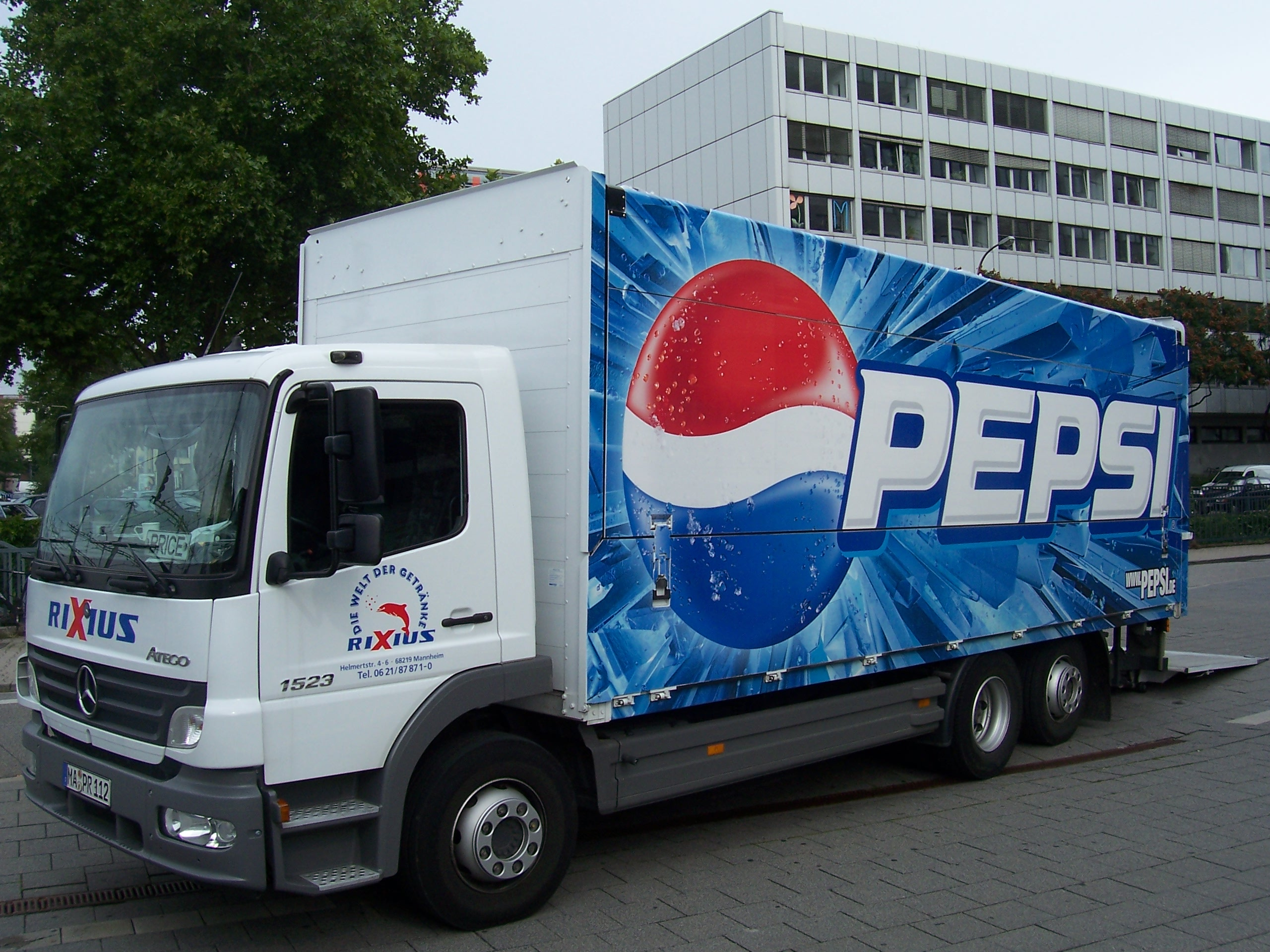
Pro rok 2011 vyhrál ocenění Mercedes-Benz Atego

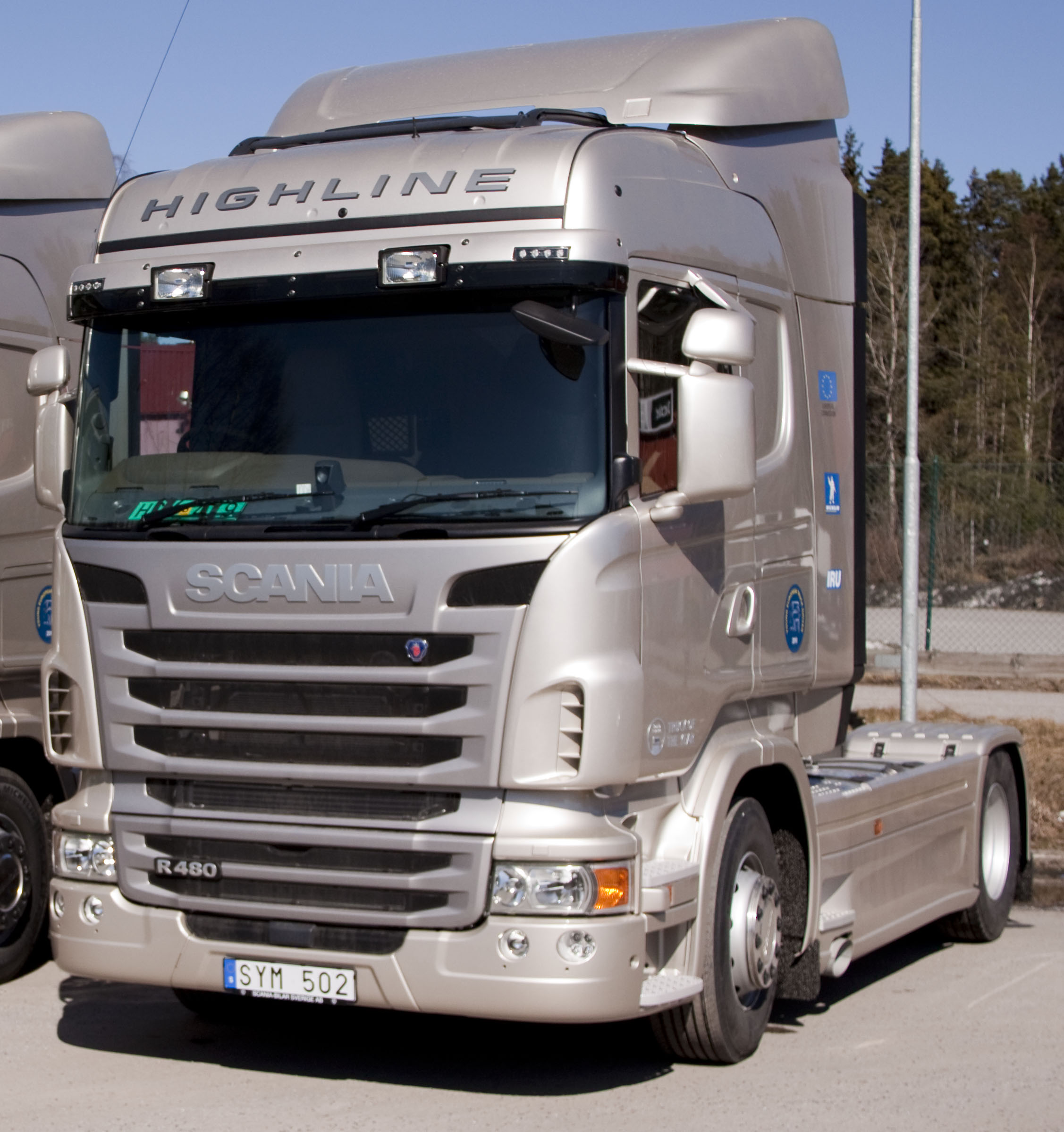
V roce 2010 převzala ocenění Scania série R

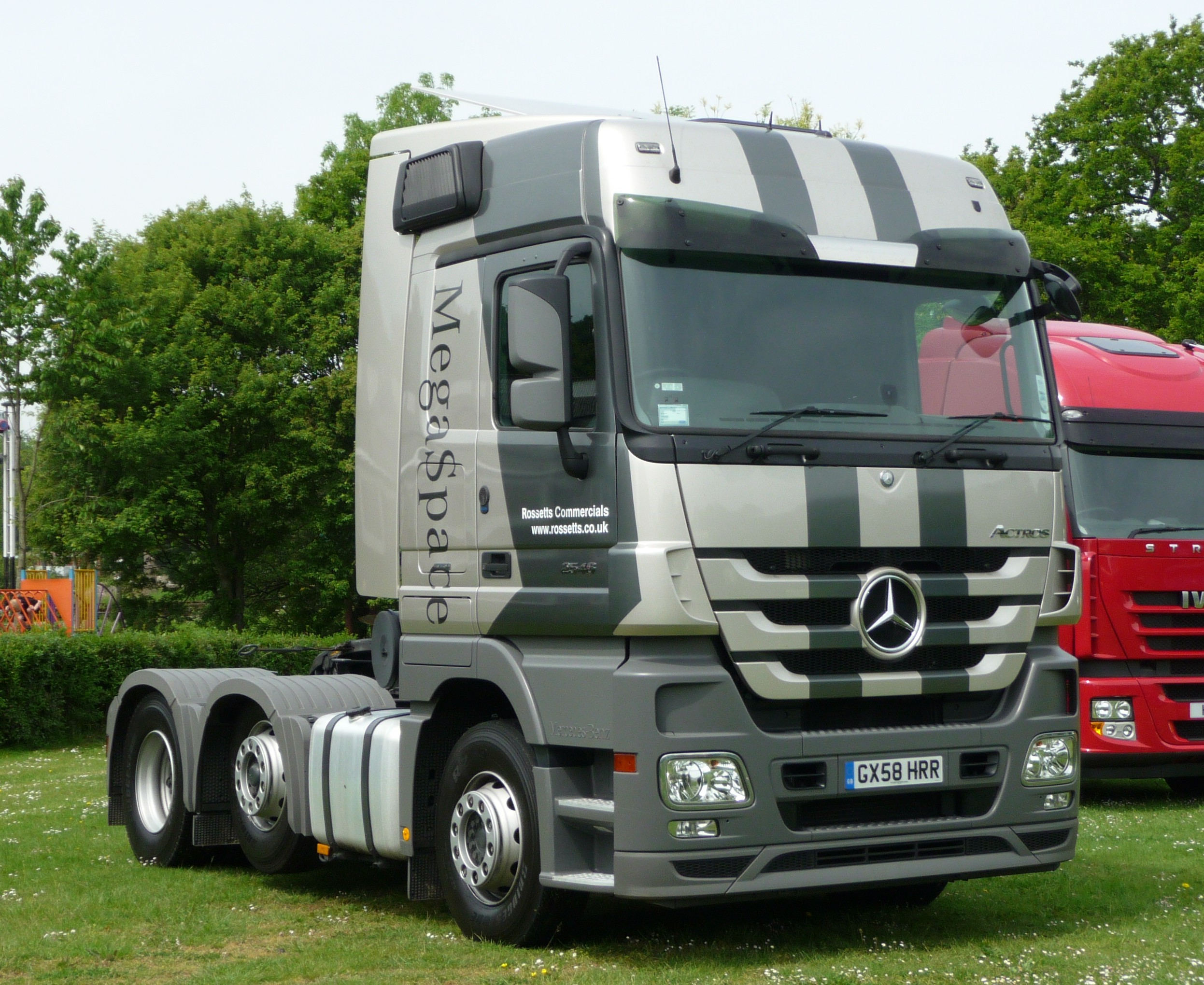
V roce 2009 získal ocenění Mercedes-Benz Actros III

Truck of the Year je ocenění v sektoru mezinárodní dopravy. Každý rok odborná porota složená s předních, odborných novinářů vybere kamion roku z nových vozidel na evropském trhu.

## Porota
Porota se od počátku skládala z několika, a později několika desítek novinářů z evropských zemí. Novináři reprezentují redakce odborných časopisů zabývajících se užitkovými vozidly. Pravidlem je, že každou zemi reprezentuje jeden novinář.
Porota reprezentuje následující země a redakce odborných motoristických magazínů:
| Země               | Magazín                            |
| ------------------ | ---------------------------------- |
| Rakousko           | „Itraktuell”                       |
| Belgie             | „Transport echo”                   |
| Bulharsko          | „Kamioni”                          |
| Chorvatsko         | „Kamion&Bus”                       |
| Dánsko             | „Lastbilmagasinet”                 |
| Finsko             | „Auto, Teknikka ja Kuljetus”       |
| Francie            | „L'argus”                          |
| Řecko              | „Tpoxoi & Tir”                     |
| Španělsko          | „Truck”                            |
| Nizozemsko         | „TTM Truck & Transport Management” |
| Irsko              | „Fleet Transport”                  |
| Německo            | „DVZ - Deutsche Logistik-Zeitung”  |
| Norsko             | „Anlegg & Transport”               |
| Polsko             | „Polski Traker”                    |
| Portugalsko        | „Euro Transporte”                  |
| Rusko              | „Autoreview”                       |
| Rumunsko           | „Tranzit”                          |
| Česko/ Slovensko   | „TRANSPORT a LOGISTIKA”            |
| Švýcarsko          | „Tir transNevvs”                   |
| Maďarsko           | „Camion Truck & Bus”               |
| Spojené království | „Commercial Motor”                 |
| Itálie             | „tuttoTrasporti”                   |
| Švédsko            | „i Trafik”                         |

## Ocenění
- 2023 - vátěz DAF XD
- 2022 - vítěz DAF XF/XG/XG+
- 2021 - vítěz MAN TGX
- 2020 - vítěz Mercedes-Benz Actros MP5
- 2019 - vítěz Ford F-MAX[2][3]
- 2018 - vítěz DAF CF/DAF XF (104 bodů), o 8 bodů před Iveco Stralis NP460[4][5]
- 2017 - vítěz Scania série R/S (149 bodů), o 59 bodů před Iveco Stralis XP/NP[6]
- 2016 - vítěz Iveco Eurocargo (101 bodů), o 3 body před Renault C-Truck/K
- 2015 - vítěz Renault T-Truck (129 bodů), o 48 bodů před DAF CF (81 bodů).
- 2014 - vítěz Volvo FH16 (116 bodů), o 11 bodů před DAF XF 105 (105 bodů).
- 2013 - vítěz Iveco Stralis Hi-Way (138 bodů), o 31 bodů před Mercedes-Benz Antos (107 bodů).
- 2012 - vítěz Mercedes-Benz Actros MP4 (161 bodů). Na druhém místě byla Tatra Phoenix (67 bodů) a na třetím místě Scanie Euro 6 (50 bodů).[7]
- 2011 - vítěz Mercedes-Benz Atego (127 bodů) před Volvem FM/FMX (82 bodů) a Scanií V8 (45 bodů).[8]
- 2010 - vítěz Scania R (114 bodů) před Volvo FH16 se 60 body a MAN TGL/TGM se 46 body.[9]
- 2009 - Mercedes-Benz Actros III
- 2008 - MAN TGS/TGX
- 2007 - vítěz DAF XF 105 (86 bodů), za ním skončily Renault Premium Route se 61 body a Volvo FL s 31 body.[10]
- 2006 - MAN TGL[11]
- 2005 - Scania série R[12]
- 2004 - Mercedes-Benz Actros II[13]
- 2003 - Iveco Stralis
- 2002 - vítěz DAF LF (87 bodů); za ním skončily Volvo FH12 s 80 body a Renault Magnum s 29 body.[14]
- 2001 - MAN TGA
- 2000 - Volvo FH
- 1999 - Mercedes-Benz Atego
- 1998 - DAF 95 XF
- 1997 - Mercedes-Benz Actros I
- 1996 - Scania série 4
- 1995 - MAN F2000
- 1994 - Volvo FH
- 1993 - Iveco EuroTech
- 1992 - Iveco Eurocargo
- 1991 - Renault AE Magnum
- 1990 - Mercedes-Benz SK
- 1989 - Scania série 3
- 1988 - DAF 95
- 1987 - MAN F90
- 1986 - Volvo FL
- 1985 - Mercedes-Benz LN2
- 1984 - Volvo F10
- 1983 - Renault G260/290
- 1982 - Ford Cargo
- 1981 - Leyland T45
- 1980 - MAN 321
- 1979 - Volvo F7
- 1978 - MAN 280
- 1977 - Seddon Atkinson 200